# XK (proteína)
La proteína XK (también conocida como precursor del grupo sanguíneo Kell) es una proteína que se encuentra en los glóbulos rojos de los seres humanos, además de otros tejidos, la cual es responsable del antígeno Kx el cual ayuda a determinar el tipo de sangre.

## Importancia clínica
El antígeno Kx juega un rol importante a la hora de ver la compatibilidad en las transfusiones sanguíneas.
La mutación de la proteína XK puede producir el síndrome de McLeod, un desorden multiorgánico en donde se puede ver cardiopatía, anemia hemolítica y desórdenes neurológicos.
El gen que codifica la proteína XK está localizado en el cromosoma X y su ausencia o alteración es por tanto considerada como una enfermedad ligada a X.

## Función
XK es una proteína transmembrana con función desconocida